# Rudolf Dowerg
Rudolf Alfred Dowerg (* 28. Januar 1879 in Sommerfeld; † 26. Januar 1948 in Pirna) war ein deutscher Stenograf.

## Herkunft und Werdegang
Rudolf Dowerg war der Sohn des Revisors Robert Dowerg und wurde in der preußischen Provinz Brandenburg geboren. Nach dem Besuch des Realgymnasiums in Dresden, wo er 1898 das Abitur ablegte, wurde er 1899 Hilfsstenograf im Sächsischen Landtag. Gleichzeitig begann Rudolf Dowerg ein Lehramtsstudium in den Bereichen Naturwissenschaften und Mathematik an der Technischen Hochschule Dresden sowie an der Universität Leipzig, wo er im Juli 1902 zum Dr. phil. promovierte. 1903 legte er die Staatsprüfung für das Höhere Lehramt ab und erhielt ab 1. April eine Anstellung beim Königlich Stenographischen Institut in Dresden, wo er fortan als Regierungsrat wirkte. Nach 1918 wurde aus seiner Dienststelle das Sächsische Stenographische Landesamt. 

## Schriften (Auswahl)
- Entwicklungsgeschichte des Gabelsbergerschen Systems. Unter Berücksichtigung der fremdsprachlichen Übertragungen sowie der Systemformen Schrey und Stolze-Schrey. Heckner, Wolfenbüttel 1915.
- Lehrgang der Verkehrsschrift nach Gabelsbergers System. Nach den Berliner Beschlüssen von 1902. Zum Schul-, Vereins- und  Selbstunterricht. Wilhelm Marnet, Neustadt a. d. Haardt 1918.
- Kurzer Leitfaden der Redeschrift nach Gabelsbergers System. Nach den Berliner Beschlüssen von 1902. Zum Schul-, Vereins- und Selbstunterricht. Wilhelm Marnet, Neustadt a. d. Haardt 1918.
- Stenographisches Handschriften-Lesebuch (System Gabelsberger). Wilhelm Marnet, Neustadt a. d. Haardt 1922.
- Kurzgefasste Entwickelungsgeschichte des Gabelsbergerschen Systems. Stenogr. Verl.-Anst. Wilh. Marnet. Neustadt/Haardt 1922.
- Die Abweichungen der deutschen Einheitskurzschrift (Reichskurzschrift) vom System Gabelsberger. Zum Selbstunterricht und für  Umlernkurse. W. Marnet, Neustadt a. d. Haardt 1924.
- Ausführliches Redeschriftliches Wörterbuch nach Gabelsbergers System. Stenographie-Verlag Michael Winkler Nachf., Darmstadt 1924.